# 借金依存症
借金依存症（しゃっきんいそんしょう、しゃっきんいぞんしょう）は、依存症の一種で常に借金をしていないといられない状態。買い物をしないといられない「買い物依存症」や「ギャンブル依存症」と同時に起こることが多い。多重債務、自殺などの問題を起こすケースが多い。

## 概要
常に借金してでも、買い物やギャンブル、風俗通い、タバコ、アルコールなどがやめられない状態。何らかの強いストレスを抱えている場合が多く、クレジットカードや消費者金融からの借り入れによる支払能力を超えた買い物をするケースが多い。多重債務に陥り、自己破産するものも多く、依存性は非常に高い。
この依存症の患者は、「借金はまだ返せる範囲であり、自分の意思で借金をしているのであって、依存状態などではない。その気になれば、いつでも返せる。」などと思い込んでいる。そのため、周囲がいくら注意しても聞く耳を持たず、さらに借金を重ねるのが通常である。周囲にお金を貸す者がいる場合には、さらに事態は悪化し、家族どころか友人知人にまで悪影響が及ぶ。お金を借りられるという事実で、自らの信用がまだあるのだと思いたい心理が作用するため、借りられると安心する。この循環が借金依存症である。このため、借金の申し込みを断わられた場合、突然不安に襲われ、自殺したり、犯罪を犯したりすることも少なからず見られ、また、極限まで追い込まれないと自己破産をしたがらない傾向があり、虚言癖を伴う（ギャンブル依存症が詳しく参照のこと）。

### 金銭感覚の麻痺
借金依存症の患者の多くには、金銭感覚の麻痺が多くみられる。例えば、電灯やエアコンを付けっ放しにする、商品購入時に価格の比較を行なわず、高くても欲しい物は買ってしまうなどの共通点がある。

### 家族への影響
本人の代わりに家族が借金を返済することは、家族が本人のつく嘘に傷つけられたり、本来望んでいた生活、健康的な生活が送れなくなる可能性が高く禁忌である。

## 治療
- 自助グループ、相互支援グループの12ステップ・ミーティングに通う。
- 精神科によるカウンセリング。
- 通常本人に自覚がないため、周囲が病気であることに気付かせることが大切である。
- 周囲の者がお金を貸さない。代わりにお金を返さない。

## 参考サイト
- 厚生労働省 - 依存症についてもっと知りたい方へ
- 消費者庁 - ギャンブル等依存症でお困りの皆様へ